# Empusada
Empusada là một chi bướm đêm thuộc họ Noctuidae.